# ادیسون (ایلینوی)
ادیسون، ایلینوی (به انگلیسی: Addison, Illinois) یک روستا در ایالات متحده آمریکا است که در شهرستان دوپیج، ایلینوی واقع شده‌است.

## خصوصیات
ادیسون ۳۵٬۹۱۴ نفر جمعیت دارد.